# Muralhas de Portimão
O Castelo de Portimão, também denominado como Muralhas de Portimão, é um monumento militar na cidade de Portimão, na região do Algarve, em Portugal.

## Descrição
O recinto amuralhado de Portimão, quando estava completo, formava um polígono de planta irregular, com uma área interior de mais de seis hectares. As muralhas estavam dispostas numa configuração de dentes de serra, e tinham caminhos de ronda no topo, como se pode comprovar nalguns dos lanços sobreviventes. Contava com quatro portas principais, protegidas por torres geminadas, e o lanço junto das margens do rio tinha um baluarte e um barbacã.

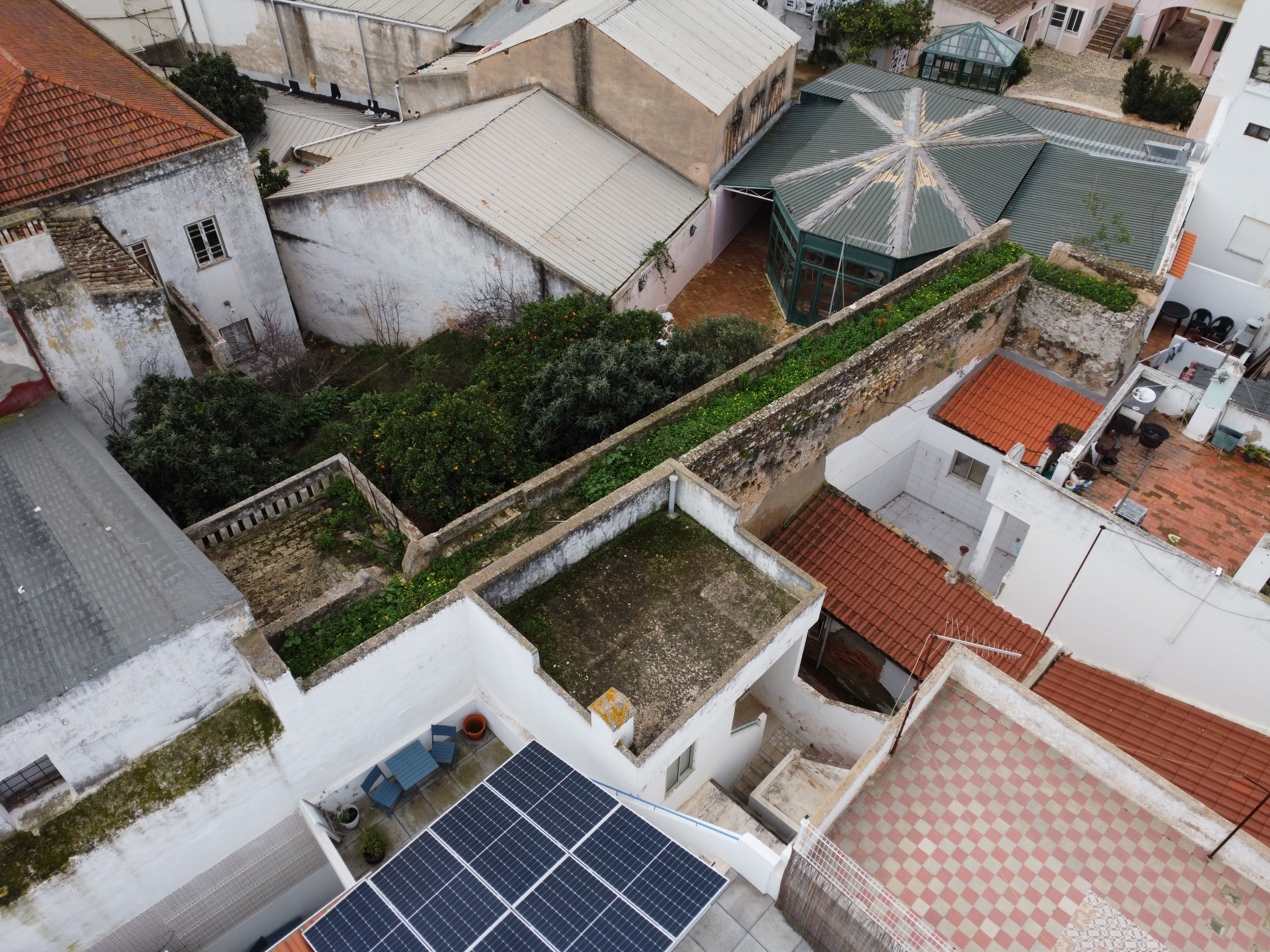
Fotografia aérea de um lanço da muralha, sendo visível o antigo caminho de ronda.

O percurso das muralhas acompanhava parcialmente as margens do Rio Arade, e encerrava a zona mais elevada da vila, onde se encontrava igualmente a Igreja Matriz. No interior, a malha urbana estava disposta principalmente em três eixos viários, que se associavam às portas da Ribeira, Serra e São João. A Porta da Ribeira situava-se sensivelmente na extremidade ocidental da moderna Rua Júdice Fialho, na margem do rio, sendo então a principal passagem para as pessoas e mercadorias vindos por via fluvial e marítima. A Porta da Serra ligava-se à estrada para Monchique, e ficou na toponímia local como a Rua da Porta da Serra, localizando-se sensivelmente no ponto em que esta se une à Rua da Igreja. A Porta de São João erguia-se na presente Rua Direita, no acesso entre Portimão e Alvor, função que este eixo continua a desempenhar. Também existiam várias portas de dimensões mais reduzidas, conhecidas como postigos, sendo o de Santa Isabel situado na extremidade da rua com o mesmo nome, dando para o rio, enquanto que o dos Fumeiros encontrava-se no Largo Francisco A. Maurício, e o da Igreja abria-se nas imediações da Igreja Matriz.
A área mais antiga de Portimão situava-se nas imediações da Porta da Ribeira, no ponto mais próximo das margens do rio, e onde ainda sobreviveram alguns elementos manuelinos, como uma porta na Rua de Santa Isabel. Grande parte das muralhas foi destruída, tendo restado apenas alguns pequenos lanços, adossados a prédios. O maior situa-se entre a Porta da Serra e o Postigo dos Fumeiros, sendo ainda visível parte do caminho de ronda, tendo também sobrevivido parte do antigo lanço entre o Postigo da Igreja e a Porta de São João.
No interior de uma loja no lado oriental da Praça da República, nas imediações do edifício da Igreja dos Jesuítas, também foram encontrados vestígios das muralhas.

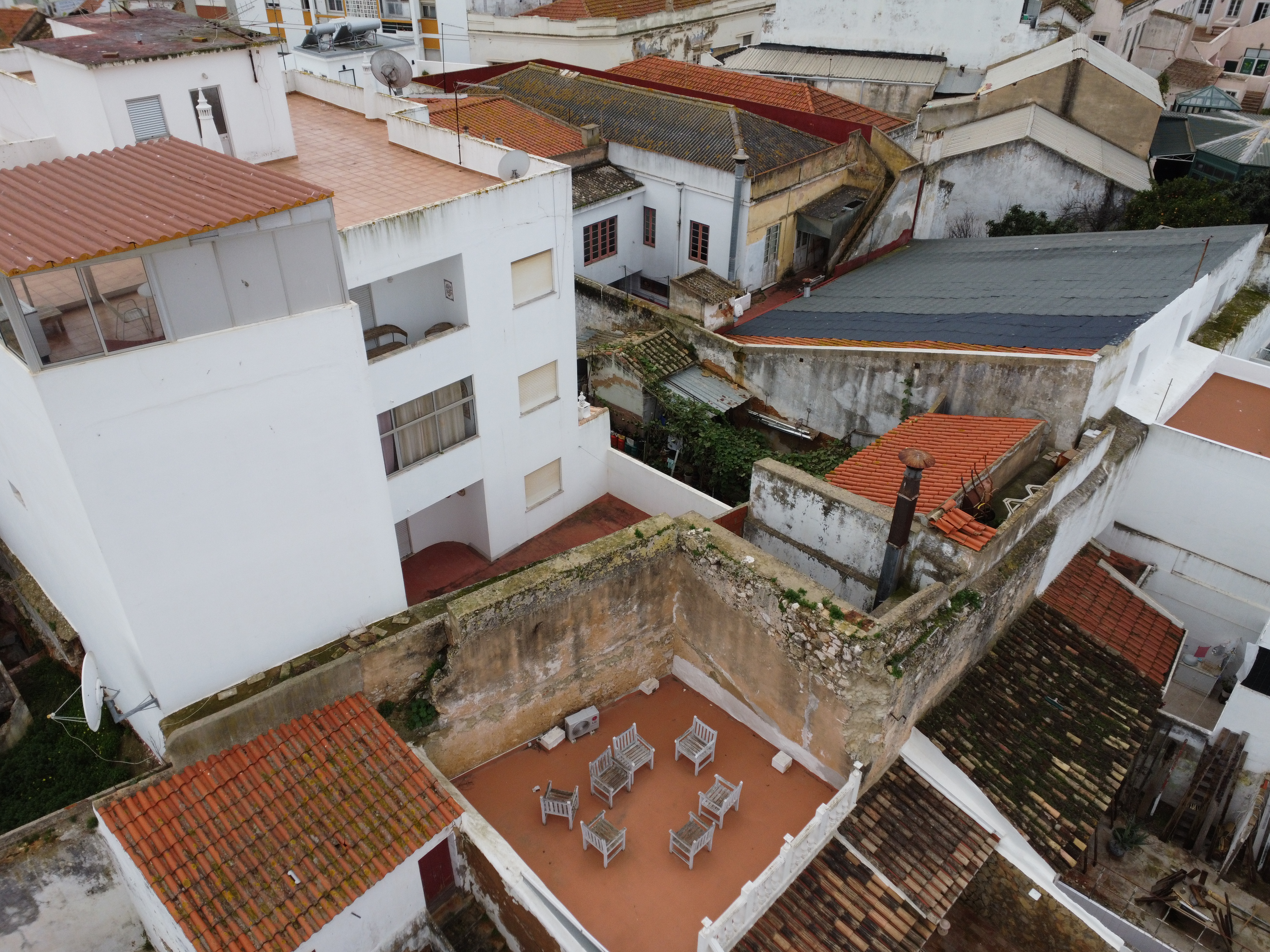
Lanço de muralha formando uma curva e contracurva.

## História
Nos finais da Idade Média, a vila de Portimão já se tinha afirmado como um importante centro urbano, devido sobretudo à sua situação geográfica, junto ao oceano e à foz do Rio Arade, que era então o principal eixo fluvial na província. Assim, tornou-se necessário construir um círculo de muralhas para proteger o burgo, tendo a sua instalação sido ordenada pelo rei D. Afonso V em 1476. O responsável pelas obras foi o primeiro donatário, Gonçalo Vaz Castelo Branco, que também foi responsável pela edificação da Igreja Matriz. Desta forma, tanto as muralhas como a igreja constituem importantes testemunhos de um período de grande desenvolvimento de Portimão.
Em 1616 as muralhas foram reparadas, tendo provavelmente sido obras de pequenas dimensões, uma vez que o povoado já então se encontrava em franca expansão para as áreas exteriores. Um dos principais edifícios a serem construídos fora das muralhas foi o Colégio dos Jesuítas, inaugurado nos princípios do século XVII, numa área que então conhecida como Rossio. Como forma de responder a este crescimento urbano, o engenheiro Alexandre Massai chegou a planear a instalação de um novo sistema defensivo, cobrindo as novas áreas, mas nunca chegou a ser construído. Com efeito, no século XVII já se tinham começado a operar grandes alterações na defesa da faixa costeira, com a implementação de fortalezas em pontos estratégicos da costa, em detrimento das antigos antigos recintos de muralhas em torno das cidades, tendo sido como parte destas novas orientações que foi instalado o Forte de Santa Catarina.
Posteriormente, a maior parte das muralhas foram demolidas devido ao desenvolvimento da cidade, com a construção de novos prédios, alterando significativamente a configuração urbana. Os vestígios das muralhas foram classificados como Imóvel de Interesse Público em 1993.